# Getry

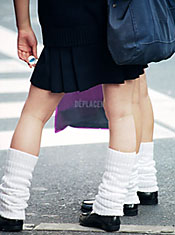
Getry.

Getry, gamasze – dawniej cholewki z płótna, filcu lub sukna, wkładane zwykle na obuwie jako zabezpieczenie przed chłodem. Używane głównie w XIX w. i na początku XX w.
Ocieplacze na nogi zostały pierwotnie zaprojektowane do praktycznego użytku przez tancerzy, aby ogrzewać nogi podczas prób i występów. W świecie tańca ważne jest, aby artyści utrzymywali elastyczność i zapobiegali sztywności mięśni, szczególnie podczas ćwiczeń rozgrzewających lub między układami. Getry okazały się w tym celu wygodnym rozwiązaniem.
Współcześnie to fantazyjne rajstopy noszone tylko na łydkach, posiadające wycięcie na stopy, o grubej fakturze, nieprześwitujące, jednokolorowe lub wielobarwne, często zawierające włókna lycry. Rozpowszechniły się w latach 80. i 90. Premiera filmu Flashdance z 1983 roku przywróciła ocieplacze do mody. Bohaterka filmu, grana przez Jennifer Beals, nosiła getry w kultowej tanecznej scenie, co spowodowało wzrost ich popularności.  

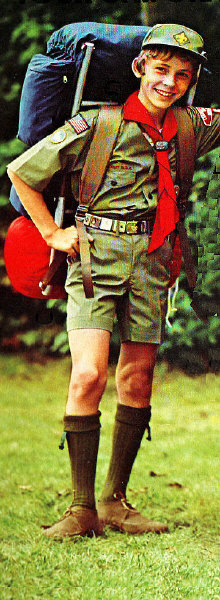
Amerykański scout w mundurze (1974)

Ich popularność w późniejszych latach spadła, ale obecnie wracają do mody. Ponadto są używane często np. do treningów tańca, fitness itd.  

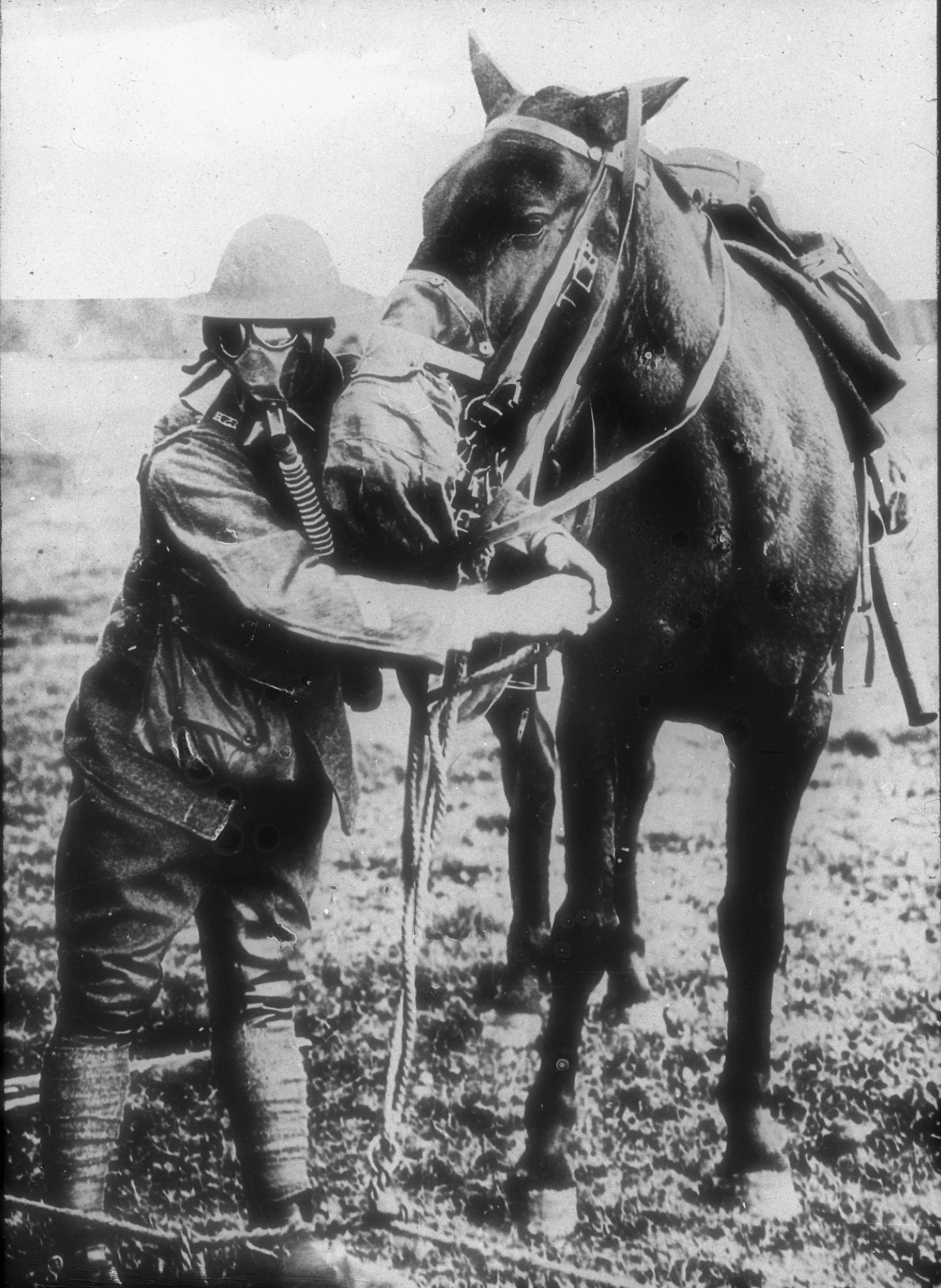
Amerykański kawalerzysta wyposażony w zawijane gamasze lub getry (1918).

Getry stanowią także tradycyjny stały element umundurowania harcerskiego i skautowego. W państwach afrykańskich stosowane są jako część umundurowania wojskowego, na wzór umundurowania wojsk kolonialnych.  